# Melekeok (Palau)

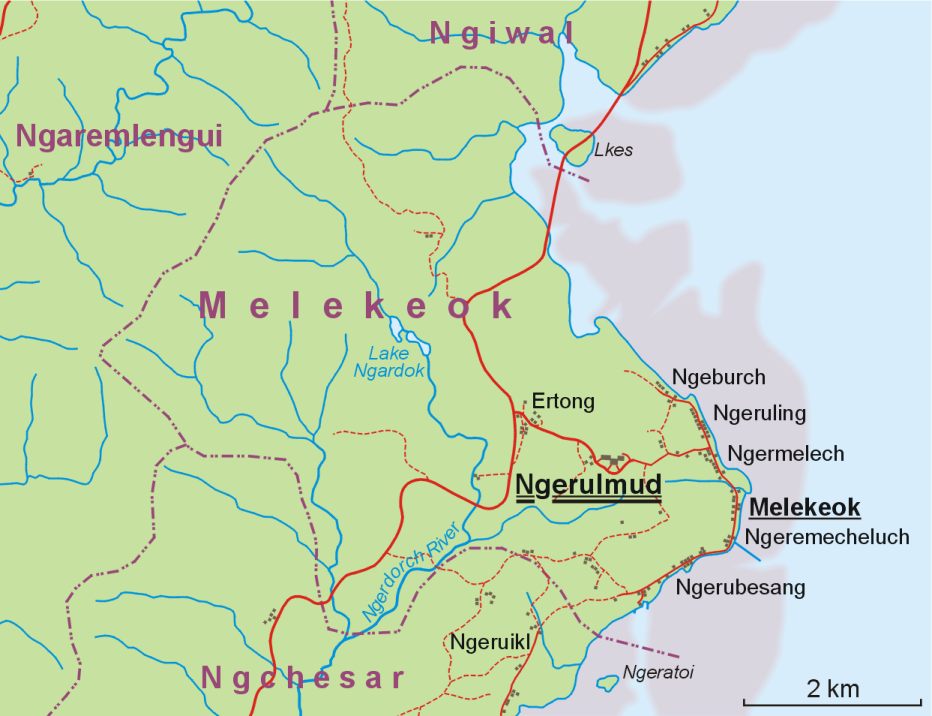
Karte des Staates Melekeok

Melekeok ist ein administrativer „Staat“ (eine Verwaltungseinheit) der westpazifischen Inselrepublik Palau. Er befindet sich im zentralen Osten der Hauptinsel Babeldaob. Hier liegen auch die palauische Hauptstadt Ngerulmud sowie der namensgebende Ort Melekeok.
Der aus den Dörfern (hamlets) Melekeok Hamlet, Ngerburch, Ngerang, Ngermelech, Ngerubesang, Ngeruliang und Ngerulmud bestehende 25 km² große Teilstaat grenzt im Westen an Ngeremlengui, im Norden an Ngiwal und im Süden an Ngchesar. Größter Ort ist der Verwaltungssitz Melekeok, der früher Ukaeb hieß. Das gesamte Verwaltungsgebiet hat 318 Einwohner (Stand 2020).
Im Zentrum des Verwaltungsgebiets Melekeok liegt der Ngardok-See, der größte natürliche Süßwassersee in Mikronesien.